# Wążżżż
Wążżżż (ang. Sssssss) – amerykański horror z 1973 roku w reżyserii Bernarda L. Kowalskiego. W 1975 roku otrzymał nominację do nagrody dla najlepszego filmu science fiction od Academy of Science Fiction, Fantasy & Horror Films.
Dystrybucją filmu w Polsce zajmowała się Centrala Rozpowszechniania Filmów.

## Obsada
- Strother Martin(inne języki) – dr Carl Stoner
- Dirk Benedict – David Blake
- Heather Menzies – Kristina Stoner
- Richard B. Shull – dr Ken Daniels
- Tim O’Connor – Kogen
- Jack Ging – szeryf Dale Hardison
- Kathleen King – Kitty Stewart
- Reb Brown – Steve Randall
- Ted Grossman – zastępca szeryfa Morgan Bock
- Charles Seel – staruszek
- Ray Ballard – kpiarski turysta
- Noble Craig – Tim McGraw / Człowiek Wąż